# 小學校際通識大賽2015
小學校際通識大賽2015（英語：PSQ 2015）是香港電台及全港青年學藝比賽大會合辦的小學校際問答比賽。本節目一共九集，由2015年5月18日至2015年7月13日逢星期一晚上20:30-21:30在港台電視31播放，由黃心美、林溥來、駱振偉、黃美棋、朱汶欣主持。節目是由27間參賽學校爭奪冠軍，以培育「全人發展」為目標，鼓勵全港小學生參加，測試他們多方面的才能，並在第一集的上半部設有一場名人賽。而節目口號則是“思維創意在通識，小學鬥智樣樣識”。另外，在必答題、激發潛能題和線索猜程尋環節均有各自的口號。分別是“知識要百搭，題題都要答”、“激發個人潛能，開創無限可能”及“睇片要專心，線索片中尋”。

## 節目形式
節目共有27間學校參賽，比賽以單循環賽制進行。比賽分四個回合，計有：必答題、激發潛能題、睇片題（線索猜程尋），以及搶答題，考驗學生的知識、智慧、專注力、耐性、組織能力、合作性和策略等，務求展現學生的全面才能。初賽主要在錄影廠進行，而複賽及決賽的激發潛能題會在外景場地進行競技。勝出初賽的9支隊伍會進入複賽，以「天時、地利、人和」為主題，破天荒在香港機場管理局、港鐵公司和香港警務處警察公共關係科的協作下，進行實景通識比拼，爭奪3個出線席位，競逐冠軍寶座。此外，晉級複賽的九間學校將會競逐讓同學發揮演藝才華的創意才藝大比拼的冠、亞、季軍。

### 必答題
綠、紅、藍組三組各有90秒時間回答12題學科題目，每組在環節開始有100分作底分，每答對1題可得20分，答錯或棄權均不會扣分。若能在限時答對全部題目，可額外加30分（共370分）。

### 激發潛能題
參賽隊伍每次均會接受一至兩個挑戰。曾出現過的挑戰如下:
- 游繩抽樽：每組派三位隊員參加，利用三條繩索，盡快在五個樽之中，將屬於自己組別顏色的樽搬到指定地方，完成後搖鈴，最快一組有70分，其次是50分和30分。
- 默默向上爬：三組同時作賽，每組派三位隊員參加，每位隊員要將20個膠杯由頂層開始，一個一個疊到最底，直到將位於最底層的黃色膠杯移到最頂層，為一個循環，然後輪到第二位隊員，直到三位隊員完成後，搖鈴示意。最先完成的一隊有70分，其次是50和30分。
- 投石問路：這挑戰須分組作賽，每組派三位隊員參加，其中一位隊員需要戴上眼罩，然後聽另外兩位隊員提示，穿過障礙物，然後將手上的球放入桶內，最快成功將球放入桶內的隊伍，可以得到70分，其次分別得到50分和30分，未能完成的組別一律只得30分。

- 巨大層層疊：這個挑戰須三組同時作賽，每組派兩位隊員參加，層層疊上面的積木分別寫有數字1、2、3，一位隊員要從主持手上抽出一張數字卡，另一位隊員要在層層疊中抽出一塊寫有該數字的積木，並將該積木放在層層疊的最頂層。最先令層層疊倒下的隊伍會失去比賽資格，餘下的兩隊再賽定輸贏。堅持到最後的一隊可得到70分，其次為50分和30分。
- 口眼協調：挑戰須分組作賽，每組派一位隊員參加，同學要在60秒內，由左至右，讀出螢幕上30個字的顏色。讀出最多的一組可得70分，其次分別得到50分和30分。如數量一樣，時間較快一組為勝。
- 共創高峰：這挑戰須分組作賽，每組派兩位隊員參加，隊員須要在限時1分鐘內將積木疊高，最後要將一條指定的發泡膠條，平放在積木最頂層才算完成。時間結束後，積木要維持十秒，沒有倒下來才算成功。積木疊得最高的一隊可得到70分，其次分別為50分和30分。指定的最高處為2.5米，任何組別所疊的積木若達到此高度而沒有倒下，即可得到70分，及額外加30分。

- 記憶配對：這個挑戰須分組作賽，每組派一位隊員參加，答案板上共有24張卡，每款圖案有兩張。同學先有20秒時間，記下卡上的圖案，然後大會會將卡反轉，同學要在60秒內，將卡進行配對。成功配對最多卡的隊伍，可得70分，其次是50分和30分。
- 瞻前顧後：這挑戰須三組同時作賽，每組派三位隊員參加，三位同學排成一直線，各人拿著羽毛球拍，以接力形式，在90秒內，將10個網球，由起點運到終點，完成後須搖鈴示意。成功運送最多網球的隊伍，可得70分，其次是50分和30分。
- 必殺二人投籃：這個挑戰須分組作賽，每組派三位隊員參加，一位負責放籃球，兩位負責拿著彈力布的一角，於限時60秒內，用布將12個籃球投入籃裏面。同學投球時不能超出界線，手亦不可以接觸籃球。入球最多的隊伍可得70分，其次是50分和30分，未能投入任何籃球的組別，一律只得30分。

- 有口難言：這個挑戰須分組作賽，每組派兩位隊員參加，一位同學負責做動作傳達訊息，另一位負責猜。比賽開始前，主持會向同學展示一張圖，以及圖中的5個要點。同學需要於限時五分鐘內，只透過身體動作，令隊員猜到要點，並將答案畫於白板上。猜中最多要點的組別可得70分，其次是50分和30分，未能完成既組別一律只得30分。
- 英語迷宮：這個挑戰須三組同時作賽，每組派三位隊員參加，主持會給同學8個數字，同學需要於限時三分鐘內，找出數字對應的英文字母。一位同學負責找字母卡，然後將卡交給另外兩位同學，並在架上砌出一個英文生字，完成後須搖鈴示意。最快完成並準確砌出生字的隊伍可得70分，其次是50分和30分，未能完成的組別一律只得30分。
- 導向飛行計劃：這個挑戰須三組同時作賽，每組派三位隊員參加，同學需要於限時三分鐘內，計算各條路線方向正確的小鳥數目，然後將數字填於指定算式入面，最後計算出答案，並寫在白板上，完成後需要搖鈴示意。最快而又計算正確的組別可得70分，其次是50分和30分。未能完成或計算錯誤的組別，一律只得30分。
- 眾裡尋他：這個挑戰須三組同時作賽，每組派三位隊員參加，此項挑戰共有三個回合，每一個回合，同學需於限時一分鐘內，於圖中找出指定人物，並貼上箭咀貼紙，完成後要搖鈴示意，最快完成的組別為之勝出。總結三個回合成績最好的組別可得到70分，其次是50分和30分。

- 人生七巧板：這個挑戰須分組作賽，每組派三位隊員參加，答案板上共有七塊巨大七巧板，同學要於限時三分鐘內，用七巧板砌出指定的圖案，完成後要搖鈴示意，最快完成的組別可得70分，其次是50分和30分，未能完成的組別，一律只得30 分。

### 線索猜程尋
參賽隊伍每次會先看一至三段影片，然後就每一段影片的內容回答三條問題，首兩題為搶答題，答對加三十分、答错或棄權倒扣二十分。第三題為思考題，限時一分鐘，全部隊伍均可作答，答對加四十分，答錯或棄權不扣分。

### 搶答題
參賽隊伍會在限時內按燈搶答題目，按燈後要等待主持人叫組名方可作答，否則將當答錯題目。另外，參賽者在奪得答題權後必須要在五秒內作答，否則將當作棄權論。答對一題可加三十分，答錯或棄權將倒扣二十分。全部問題不設補答。

### 外景挑戰
晉級複賽及決賽的隊伍將離開錄影廠，到警察總部，港鐵站或香港國際機場接受兩至三個挑戰

### 創意才藝大比拼
晉級複賽的隊伍將各自準備一個表演，大會將按照表演的創意和才藝評分以定出創意才藝獎冠、亞、季軍。各隊的表演如下:
- 道教青松小學：醒獅表演
- 聖公會主愛小學(梨木樹)：“記憶三式 你識唔識”
- 將軍澳天主教小學：環保故事演講

- 港九街坊婦女會孫方中小學：活力動感“SUN”校園
- 聖保羅書院小學：豆丁魔術團
- 吳氏宗親總會泰伯紀念學校：舞動奇蹟

- 荃灣官立小學：饒舌歌舉手發問
- 港大同學會小學：貓和老鼠
- 英華小學：金蛇狂舞

## 每集內容
第一集
第一節為名人賽，邀請了梁榮忠、盧覓雪、譚玉瑛、小肥、泥鯭@RubberBand、Robynn and Kendy、J. Arie和陳慧敏參加，與其他參賽學校一樣，他們要接受必答題、動作題、睇片題和搶答題的考驗。
參賽隊伍：
- 六藝精英隊（盧覓雪、小肥、泥鯭）
- 雄心壯志隊（梁榮忠、J. Arie、陳慧敏）
- 藍圖在握隊（譚玉瑛、Robynn and Kendy）

第二節為初賽第一場，比賽共分為必答題、動作題、睇片題和搶答題四個環節，獲得總分最高的隊伍可進入複賽。
參賽學校包括︰
- 綠組︰元朗公立中學校友會英業小學
- 紅組︰聖安當小學
- 藍組︰道教青松小學

第二集
第一節為初賽第二場，比賽共分為必答題、動作題、睇片題和搶答題四個環節，獲得總分最高的隊伍可進入複賽。
參賽學校包括︰
- 綠組︰沙田循道衛理小學
- 紅組︰香港浸信會聯會小學
- 藍組︰聖公會主愛小學(梨木樹)

第二節為初賽第三場，比賽共分為必答題、動作題、睇片題和搶答題四個環節，獲得總分最高的隊伍可進入複賽。
參賽學校包括︰
- 綠組︰將軍澳天主教小學
- 紅組︰北角官立小學
- 藍組︰迦密愛禮信小學

第三集
第一節為初賽第四場，比賽共分為必答題、動作題、睇片題和搶答題四個環節，獲得總分最高的隊伍可進入複賽。 
參賽學校包括︰
- 綠組︰東華三院王余家潔紀念小學
- 紅組︰港九街坊婦女會孫方中小學
- 藍組︰聖公會聖彼得小學

第二節為初賽第五場，比賽共分為必答題、動作題、睇片題和搶答題四個環節，獲得總分最高的隊伍可進入複賽。
參賽學校包括︰
- 綠組︰聖公會呂明才紀念小學
- 紅組︰聖保羅書院小學
- 藍組︰播道書院

第四集
第一節為初賽第六場，比賽共分為必答題、動作題、睇片題和搶答題四個環節，獲得總分最高的隊伍可進入複賽。
參賽學校包括︰
- 綠組︰聖類斯中學 (小學部)
- 紅組︰吳氏宗親總會泰伯紀念學校
- 藍組︰藍田循道衞理小學

第二節為初賽第七場，比賽共分為必答題、動作題、睇片題和搶答題四個環節，獲得總分最高的隊伍可進入複賽。
參賽學校包括︰
- 綠組︰上水惠州公立學校
- 紅組︰中華基督教青年會小學
- 藍組︰荃灣官立小學

第五集
第一節為初賽第八場，比賽共分為必答題、動作題、睇片題和搶答題四個環節，獲得總分最高的隊伍可進入複賽。
參賽學校包括︰
- 綠組︰港大同學會小學
- 紅組︰聖公會李兆強小學
- 藍組︰聖公會靜山小學

第二節為初賽第九場，比賽共分為必答題、動作題、睇片題和搶答題四個環節，獲得總分最高的隊伍可進入複賽。
參賽學校包括︰
- 綠組︰道教青松小學 (湖景邨)
- 紅組︰英華小學
- 藍組︰般咸道官立小學

第六集
此集為複賽第一場，比賽共分為必答題、動作題、外景題、睇片題和搶答題五個環節，獲得總分最高的隊伍可進入決賽。另外，進入複賽的學校，將會派出代表，爭奪創意才藝大比拼之冠、亞、季軍寶座。
參賽學校包括︰ 
- 綠組︰道教青松小學
- 紅組︰聖公會主愛小學(梨木樹)
- 藍組︰將軍澳天主教小學

第七集
此集為複賽第二場，比賽共分為必答題、動作題、外景題、睇片題和搶答題五個環節，獲得總分最高的隊伍可進入複賽。另外，進入複賽的學校，將會派出代表，爭奪創意才藝大比拼之冠、亞、季軍寶座。 
參賽學校包括︰
- 綠組︰港九街坊婦女會孫方中小學
- 紅組︰聖保羅書院小學
- 藍組︰吳氏宗親總會泰伯紀念學校

第八集
此集為複賽第三場，比賽共分為必答題、動作題、外景題、睇片題和搶答題五個環節，獲得總分最高的隊伍可進入決賽。另外，進入複賽的學校，將會派出代表，爭奪創意才藝大比拼之冠、亞、季軍寶座。
參賽學校包括︰
- 綠組︰荃灣官立小學
- 紅組︰港大同學會小學
- 藍組︰英華小學

第九集
此集為總決賽，比賽共分為必答題、動作題、外景題、睇片題和搶答題五個環 節，獲得總分最高的隊伍可奪得《小學校際通識大賽2015》的冠軍寶座，今集亦會宣佈「創意才藝大比拼」冠、亞、季軍的得主。另外，比賽來到最後階段，特別邀請了三位嘉賓陳柏宇、林奕匡和連詩雅，和同學大玩遊戲《七手八腳層層疊》，規則是每組先抽出自己組別所代表的數字，然後根據主持的指示，做出相應的動作 。做錯或做得太慢的組別，須在層層疊中抽出一塊代表自己組別的積木，然後置於最頂層，最先使層層疊倒塌的隊伍須要接受扮鬼臉的大懲罰。 
參賽學校包括︰ 
- 綠組︰將軍澳天主教小學
- 紅組︰聖保羅書院小學
- 藍組︰荃灣官立小學

## 得獎學校
- 冠軍：將軍澳天主教小學
- 亞軍：聖保羅書院小學
- 季軍：荃灣官立小學

- 創意才藝獎冠軍：港九街坊婦女會孫方中小學
- 創意才藝獎亞軍：英華小學
- 創意才藝獎季軍：荃灣官立小學

- 里程盃：道教青松小學
- 翱翔盃：吳氏宗親總會泰伯紀念學校
- 衝鋒盃：英華小學

註：里程盃、翱翔盃、衝鋒盃是分別頒給在複賽第一、二、三場中在外景挑戰和睇片題中得分最高分的隊伍。

## 主題曲
本節目有一首主題曲《色彩拼圖》，是由黃浩琳主唱、作曲和填詞。